# Ghana en la Copa del Mon de Futbol 2014
La Selecció de futbol de Ghana va ser una de les 32 seleccions que va participar en la Copa del Món de Futbol 2014. Aquesta fou la seua tercera participació en mundials i la tercera consecutiva des d'Alemanya 2006.

## Classificació
Ghana va ingressar en la Segona ronda de les eliminatòries per estar dins de les 28 millors seleccions de la CAF segons el rànquing FIFA de juliol de 2011. Ghana va formar part del grup D juntament amb Zàmbia, Lesotho i Sudan. Es va classificar per a la Tercera ronda amb cinc victòries i només una derrota.
En els play-offs de la tercera ronda Ghana es va enfrontar a Egipte en partits d'anada i tornada, va guanyar 6-0 a Kumasi i va perdre 2-1 al Caire classificant al Brasil 2014 per diferència de gols.
| Equip   | Pts | PJ | PG | PE | PP | GF | GC | Dif |
| ------- | --- | -- | -- | -- | -- | -- | -- | --- |
| Ghana   | 15  | 6  | 5  | 0  | 1  | 18 | 3  | 15  |
| Zàmbia  | 11  | 6  | 3  | 2  | 1  | 11 | 4  | 7   |
| Lesotho | 5   | 6  | 1  | 2  | 3  | 4  | 15 | -11 |
| Sudan   | 2   | 6  | 0  | 2  | 4  | 3  | 14 | -11 |

| 1 de juny de 2012     | Kumasi   | Ghana   | Ghana   | 7-0 (3-0) | Lesotho | Lesotho |
| 9 de juny de 2012     | Ndola    | Zàmbia  | Zàmbia  | 1-0 (1-0) | Ghana   | Ghana   |
| 24 de març de 2013    | Kumasi   | Ghana   | Ghana   | 4-0 (2-0) | Sudan   | Sudan   |
| 7 de juny de 2013     | Omdurmán | Sudan   | Sudan   | 1-3 (1-1) | Ghana   | Ghana   |
| 16 de juny de 2013    | Maseru   | Lesotho | Lesotho | 0-2 (0-1) | Ghana   | Ghana   |
| 6 de setembre de 2013 | Kumasi   | Ghana   | Ghana   | 2-1 (1-0) | Zàmbia  | Zàmbia  |

### Tercera ronda
| Equip 1 | v | Equip2 |
| ------- | - | ------ |
|         |   |        |

| 15 d'octubre de 2013 | Ghana                                                              | 6-1 (3-1)                                     | Egipte               | Estadi Baba Yara, Kumasi                                    |                                                             |  |
|                      | Gyan 4' 53' Gomaa 23' (a.g.) Waris 44' Muntari 72' (pen.) Atsu 88' | Reporte Arxivat 2014-02-09 a Wayback Machine. | Aboutrika 41' (pen.) | Asistencia: 38 000 espectadores Àrbitre: Bouchaïb El Ahrach | Asistencia: 38 000 espectadores Àrbitre: Bouchaïb El Ahrach |  |
|                      |                                                                    |                                               |                      |                                                             |                                                             |  |
|                      |                                                                    |                                               |                      |                                                             |                                                             |  |

| Equip 1 | v | Equip2 |
| ------- | - | ------ |
|         |   |        |

| 19 de novembre de 2013 | Egipte            | 2-1 (1-0)                                     | Ghana       | 30 June Stadium, El Caire                                |                                                          |  |
|                        | Zaki 25' Gedo 83' | Reporte Arxivat 2014-02-09 a Wayback Machine. | Boateng 88' | Asistencia: 25 000 espectadores Àrbitre: Noumandiez Doue | Asistencia: 25 000 espectadores Àrbitre: Noumandiez Doue |  |
|                        |                   |                                               |             |                                                          |                                                          |  |
|                        |                   |                                               |             |                                                          |                                                          |  |

### Golejadors
| Jugador                | Gols | PJ |
| ---------------------- | ---- | -- |
| Asamoah Gyan           | 6    | 6  |
| Waris Majeed           | 3    | 4  |
| Sulley Muntari         | 3    | 7  |
| Jordan Ayew            | 2    | 2  |
| Dominic Adiyiah        | 2    | 3  |
| Christian Atsu         | 2    | 5  |
| Kevin-Prince Boateng   | 1    | 1  |
| Jerry Akaminko         | 1    | 3  |
| Wakaso Mubarak         | 1    | 5  |
| John Boye              | 1    | 6  |
| Kwadwo Asamoah         | 1    | 7  |
| Emmanuel Agyemang-Badu | 1    | 8  |

### Amistosos previs
| Equip 1 | v | Equip2 |
| ------- | - | ------ |
|         |   |        |

| 5 de març de 2014 | Montenegro           | 1-0 (1-0) | Ghana | Estadi Pod Goricom, Podgorica, Montenegro |                          |  |
|                   | Damjanović 1' (pen.) |           |       | Àrbitre: Vlado Glodjović                  | Àrbitre: Vlado Glodjović |  |
|                   |                      |           |       |                                           |                          |  |
|                   |                      |           |       |                                           |                          |  |

| Equip 1 | v | Equip2 |
| ------- | - | ------ |
|         |   |        |

| 31 de maig de 2014 | Països Baixos | 1-0 (1-0)                                     | Ghana | De Kuip, Rotterdam, Països Baixos |                        |  |
|                    | van Persie 5' | Reporte Arxivat 2016-03-05 a Wayback Machine. |       | Àrbitre: Carlos Xistra            | Àrbitre: Carlos Xistra |  |
|                    |               |                                               |       |                                   |                        |  |
|                    |               |                                               |       |                                   |                        |  |

| Equip 1 | v | Equip2 |
| ------- | - | ------ |
|         |   |        |

| 9 de juny de 2014 | Ghana                        | 4-1 (0-1)                                     | Corea del Sud | Sun Life Stadium, Miami, Estats Units |                                |  |
|                   | J. Ayew 51' 53' 89' Gyan 48' | Reporte Arxivat 2016-03-04 a Wayback Machine. | Park 34'      | Àrbitre: Marcelo Alexandersson        | Àrbitre: Marcelo Alexandersson |  |
|                   |                              |                                               |               |                                       |                                |  |
|                   |                              |                                               |               |                                       |                                |  |

## Llista de jugadors
El 12 de maig del 2014 l'entrenador de la selecció de Ghana, Akwasi Appiah, va anunciar una llista preliminar de 26 jugadors preseleccionats per al mundial. Més tard es van sumar quatre jugadors, un en cada posició, per a completar la llista de 30 que va ser enviada a la FIFA.
La nòmina definitiva de 23 jugadors que assistiren al mundial la va donar a conèixer l'entrenador Appiah l'1 de juny.
| #     | Nom                    | Posició       | Club                   |
| ----- | ---------------------- | ------------- | ---------------------- |
| 1     | Steven Adams           | Porter        | Aduana Stars           |
| 2     | Samuel Inkoom          | Defensa       | Dnipro Dnipropetrovsk  |
| 3     | Asamoah Gyan           | Davanter      | Al-Ain                 |
| 4     | Daniel Opare           | Defensa       | FC Porto               |
| 5     | Michael Essien         | Migcampista   | Milan                  |
| 6     | Afriyie Acquah         | Migcampista   | Parma                  |
| 7     | Christian Atsu         | Migcampista   | Chelsea FC             |
| 8     | Emmanuel Agyemang-Badu | Migcampista   | Udinese                |
| 9     | Kevin-Prince Boateng   | Migcampista   | Schalke 04             |
| 10    | André Ayew             | Migcampista   | Olympique de Marseille |
| 11    | Sulley Muntari         | Migcampista   | Milan                  |
| 12    | Adam Kwarasey          | Porter        | Strømsgodset           |
| 13    | Jordan Ayew            | Davanter      | Olympique de Marseille |
| 14    | Albert Adomah          | Migcampista   | Middlesbrough          |
| 15    | Rashid Sumaila         | Defensa       | Mamelodi Sundowns      |
| 16    | Fatau Dauda            | Porter        | Orlando Pirates        |
| 17    | Mohammed Rabiu         | Migcampista   | Kuban Krasnodar        |
| 18    | Majeed Waris           | Davanter      | FC Spartak Moskva      |
| 19    | Jonathan Mensah        | Defensa       | Évian Thonon Gaillard  |
| 20    | Kwadwo Asamoah         | Migcampista   | Juventus               |
| 21    | John Boye              | Defensa       | Stade Rennes           |
| 22    | Wakaso Mubarak         | Migcampista   | Rubin Kazan            |
| 23    | Harrison Afful         | Defensa       | Espérance              |
| D. T. | Akwasi Appiah          | Akwasi Appiah | Akwasi Appiah          |